# Imre Csáky
Imre Csáky (Castelo de Zips, 28 de outubro de 1672 - Castelo de Skalca, 28 de agosto de 1732) foi um cardeal do século XVIII

## Biografia
Nasceu em Castelo de Zips em 28 de outubro de 1672, Castelo de Zips (Spis) Szepesváre (ou Szepesvárban), feudo de sua família, diocese de Eger, Hungria (1) . De uma família antiga e rica. Filho do conde István Csáky e sua segunda esposa, Klára Melith. Antes dos dez anos, estava destinado à carreira eclesiástica; Em 2 de março de 1682, foi nomeado abade honorário de Kereki. Seu primeiro nome também está listado como Emerico; e seu sobrenome como Czacky.
Em 5 de agosto de 1682, iniciou sua educação no Jesuit Collegio Cassoviensis , sob a supervisão do padre János Kecskeméti, SJ; durou até 1688; depois frequentou a escola capitular em Cassovia (Kosice), 1688; mais tarde, foi para o Collegium Pazmaneum , Viena, 1690-1693 (mestre em artes, 1691; doutorado em filosofia, 1693); finalmente, estudou no Collegio Germanico-Hungarico , Roma, 1693-1695 (obteve o doutorado em teologia, 5 de setembro de 1695); recebeu o diaconato em 18 de dezembro de 1694. Foi nomeado cônego do capítulo da catedral de Eger em 1693. Retornou à Hungria em junho de 1695.
Ordenado em 1º de maio de 1696. Pároco em Cassova, em 9 de maio de 1696. Abbott commendatario do mosteiro de Tapolca, em 2 de junho de 1696. Em 1699, como membro do comitê formado para resolver os assuntos dos condados, mudou-se para Viena . Em 30 de junho de 1701, foi nomeado conselheiro real. No ano seguinte, 1702, foi nomeado vice-chanceler da corte real. Cônego do capítulo da catedral de Esztergom em 8 de agosto de 1702, deixando o cargo de cônego de Eger, onde teve conflitos pessoais com Pethes András, o reitor. Abbott commendatario do mosteiro de Szent Gothárdi, 1703.
Eleito bispo de Nagyvárad, 25 de junho de 1703. Consagrada em 5 de agosto de 1703 por Franz Anton von Harrach zu Rorau, arcebispo de Salzburgo. Ele participou da Assembleia Nacional Anual de Bratislava em 1708. Reitor da igreja colegiada de Pozsony (ou Pressburg, ou Bratislava), 1710. Promovido à sede metropolitana de Kalocsa-Bács, mantendo a administração de Nagyvárad e a de Pozsony, por um quinquênio, 19 de novembro de 1714. Ele recebeu o pálio em 4 de fevereiro de 1715. Ele projetou a fundação da atual catedral de estilo barroco italiano de Kalocsa. Administrador da sé de Eger.
Criado cardeal e reservado in pectore no consistório de 12 de julho de 1717; publicado no consistório de 1º de outubro de 1717; Com a bula papal de 8 de outubro de 1717, o papa enviou-lhe o barrete vermelho. Senhor tenente dos condados de Bács e Bihar. Em 1718, ele tentou listar as águas minerais da Hungria. Participou do conclave de 1721, que elegeu o Papa Inocêncio XIII. Recebeu o gorro vermelho e o título de S. Eusébio, em 16 de junho de 1721. Não participou do conclave de 1724, que elegeu o Papa Bento XIII. Não participou do conclave de 1730, que elegeu o Papa Clemente XII.
Morreu em Castelo de Skalca em 28 de agosto de 1732, que ele construiu perto de Nagyvárad. Enterrado na igreja de Szent Anna, Debrecen, Hungria, dos Padres Escolápios, que ele havia fundado.